# Dangutė Mikutienė
Dangutė Mikutienė (ur. 6 sierpnia 1966 w Rakiszkach) – litewska polityk, działaczka kulturalna i samorządowiec, posłanka na Sejm Republiki Litewskiej.

## Życiorys
W 1988 ukończyła studia na wydziale teatralnym Konserwatorium Litewskim w Kłajpedzie w zakresie reżyserii. W 1993 odbyła kurs parapsychologii w międzynarodowym centrum "Atlanta". W 2007 została absolwentką administracji na Uniwersytecie Michała Römera w Wilnie.
W latach 1988–1999 pracowała w Trokach przy organizowaniu imprez kulturalnych. Później przez rok pełniła funkcję sekretarza i asystentki lewicowej posłanki Vidy Stasiūnaitė. W 1998 wstąpiła do nowo tworzonego Nowego Związku. W 2000 została radną rejonu trockiego, a w tym samym roku także deputowaną na Sejm Republiki Litewskiej.
W 2004 odeszła z dotychczasowego ugrupowania i jako niezależna odnowiła mandat poselski w okręgu większościowym. Przez pół kadencji kierowała komitetem zdrowia. Przystąpiła do klubu parlamentarnego Partii Pracy. W wyborach parlamentarnych w 2008 z jej listy krajowej po raz trzeci z rzędu została posłanką. W 2012 uzyskała reelekcję na kolejną kadencję.